# كين كروفورد
كين كروفورد (بالإنجليزية: Ken Crawford)‏ هو لاعب كرة قدم أمريكية أمريكي، ولد في 7 سبتمبر 1898 في Woodstock, Alameda, California ‏ في الولايات المتحدة، وتوفي في 9 مارس 1957.

## وصلات خارجية
- كين كروفورد على موقع مرجع كرة القدم المحترفة.كوم (الإنجليزية)